# Ectropothecium barbelloides
Ectropothecium barbelloides är en bladmossart som beskrevs av Edwin Bunting Bartram 1957. Ectropothecium barbelloides ingår i släktet Ectropothecium och familjen Hypnaceae. Inga underarter finns listade i Catalogue of Life.